# Когнитивна дисфункција
Когнитивна дисфункција је привремено или трајно смањење способности да се мисли, сећа, разуме или процесуирају информације.